# 大多喜病院
大多喜病院（おおたきびょういん）は、千葉県夷隅郡大多喜町上原786にある私立病院。医療法人社団法人白百合会。

## 概要[1]
精神科を中心に神経科、内科、耳鼻科、リハビリテーション科を有し、精神科病床数305 床（指定病床数 5床）とその他の病床58床を備える療養型病床群併設病院。千葉県のほぼ中央にあたる大多喜町の山あいの静寂な環境に位置し、従来からの精神医療に加え、少子高齢化に対応した高齢者医療に力を入れ、高齢者の社会復帰を目指している。
その他、精神科作業療法、精神科デイケア、精神科ショートケア、共同生活援助（グループホーム）などの施設を備え、訪問看護、通所リハビリ、居宅介護支援などの介護保険関係事業も行っている。
2011年12月には病院併設型の介護老人保健施設「しらゆり」をオープンした。

### 基本理念
- いすみ地域で一番の医療介護サービスを目指す。
- 標準語で話す。

としている。

## 施設[1]
- 精神一般病棟
- 精神療養病棟

## 施設基準[1]
- 精神科作業療法
- 精神科デイ・ケア
- 精神科ショート・ケア

## 障害者総合支援法関連[1]
- 共同生活援助（グループホーム）
- 居宅介護（ホームヘルプ）
- 移動支援事業
- 相談支援事業
- 地域活動支援センター

## 介護保険関連[1]
- 介護老人福祉施設（特養）
- 介護老人保健施設
- 通所リハビリテーション

## 診療[1]
午前：月～土　9:00 - 12:00（初診受付は11:00、再診は11：45まで）
午後：月～土　休診
日・祝　休診

## 所在地[1]
〒 298-0223 千葉県夷隅郡大多喜町上原786

## 関連施設[5]
- 市原鶴岡病院
- 市原メンタルクリニック
- 介護老人保健施設しらゆり
- いすみこころのクリニック
- いすみ地域活動支援センター レインボー
- 市原地域生活支援センター はばたき
- あじさい苑（協力施設）

## その他
- 漫画家つげ義春の代表的な作品『西部田村事件』（1967年（昭和42年）12月）の中に描かれた 夷隅川沿いの小さな療養所（西部田療養所）のモデルとなった。作品では地名などが実名で書かれ、精神病院の脱走患者とそれを探し出そうと大騒ぎをする村民や消防団員の姿が、長閑な西部田村の風景の中にユーモラスに描かれている。ストーリーはつげの全くの創作である[6]。